# 東部占領地域
東部占領地域（とうぶせんりょうちいき、ドイツ語: Generalbezirk、またはGeneralkommissariat）は、ナチス・ドイツが独ソ戦以降に占領した地域の区分の総称。アルフレート・ローゼンベルクが大臣である東部占領地域省の管轄下に置かれ、国家弁務官（ドイツ語: Reichskommissar）が現地の統治に当たった。

## ウクライナ

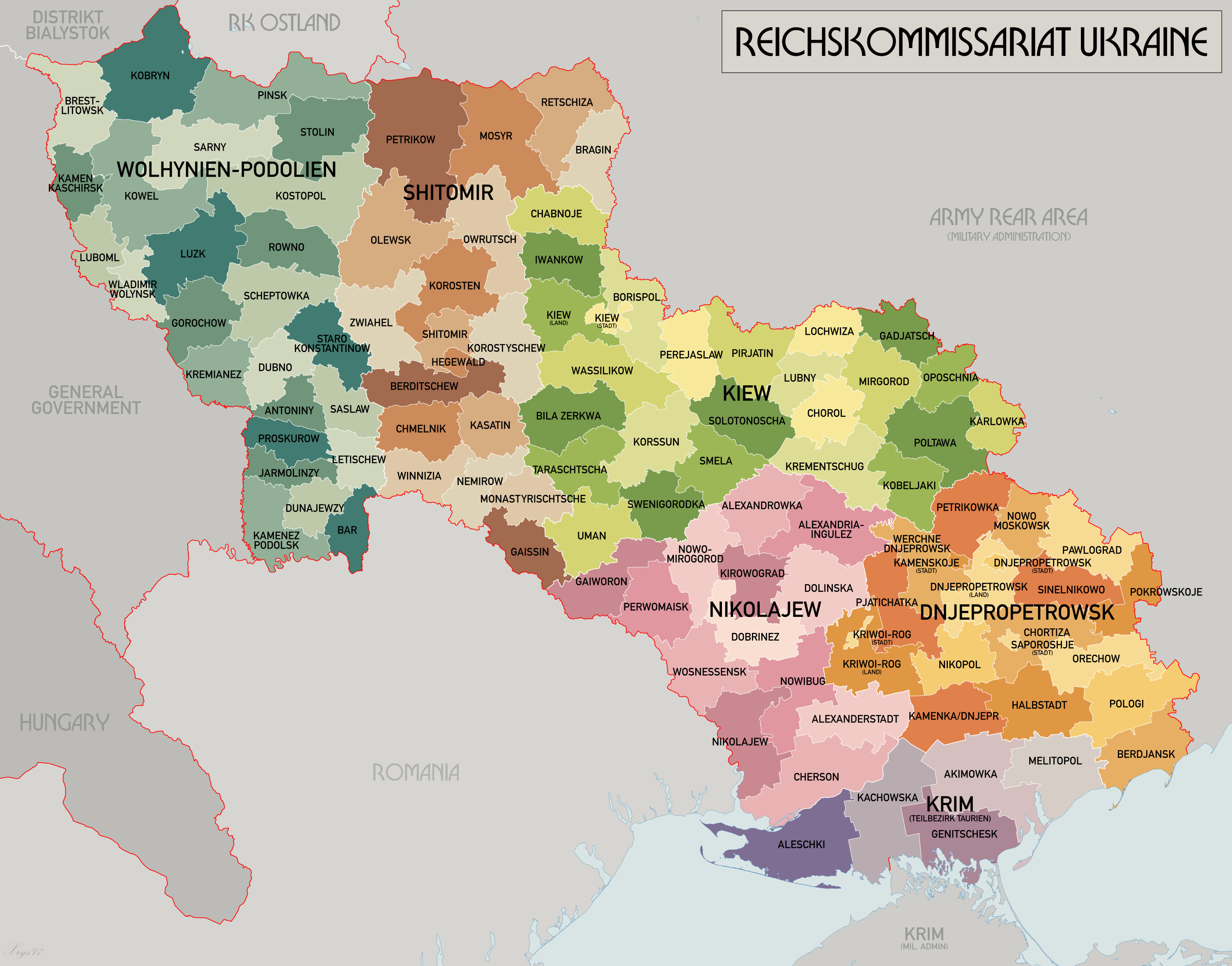
ウクライーネの行政区分図

ウクライーネ国家弁務官区（ドイツ語: Reichskommissariat Ukraine）は、現在のウクライナの領域の大部分を統治した。1941年9月に設置されたが、1943年以降はソ連軍によって占領地域を失い、1944年3月には解体された。
- 国家弁務官（Reichskommissar）
  - エーリヒ・コッホ

- 行政委員（Generalkommissar）
  - クリミア行政地区委員（Generalkommissar für den Generalbezirk Krim (Teilbezirk Taurien)）
    - アルフレート・エドゥアルト・フラウエンフェルト

  - ジトーミル行政地区委員（Generalkommissar für den Generalbezirk Shitomir）
    - クルト・クレム（ドイツ語版）

  - キエフ行政地区委員（Generalkommissar für den Generalbezirk Kiew）
    - ヘルムート・クヴィツラウ（ドイツ語版）、1941年9月から1942年2月にかけて。
    - ヴァルデマール・マグニア（ドイツ語版）、1942年2月以降。

  - ニコライエフ行政地区委員（Generalkommissar für den Generalbezirk Nikolajew）
    - エヴァルト・オッパーマン（ドイツ語版）

  - ヴォルィーニ＝ポジーリャ行政地区委員（Generalkommissar für den Generalbezirk Wolhynien-Podolien）
    - ハインリヒ・シェーネ（ドイツ語版）

  - ドネプロペトロフスク行政地区委員（Generalkommissar für den Generalbezirk Dnjepropetrowsk）
    - ニコラウス・ゼルツナー（ドイツ語版）

## オストラント

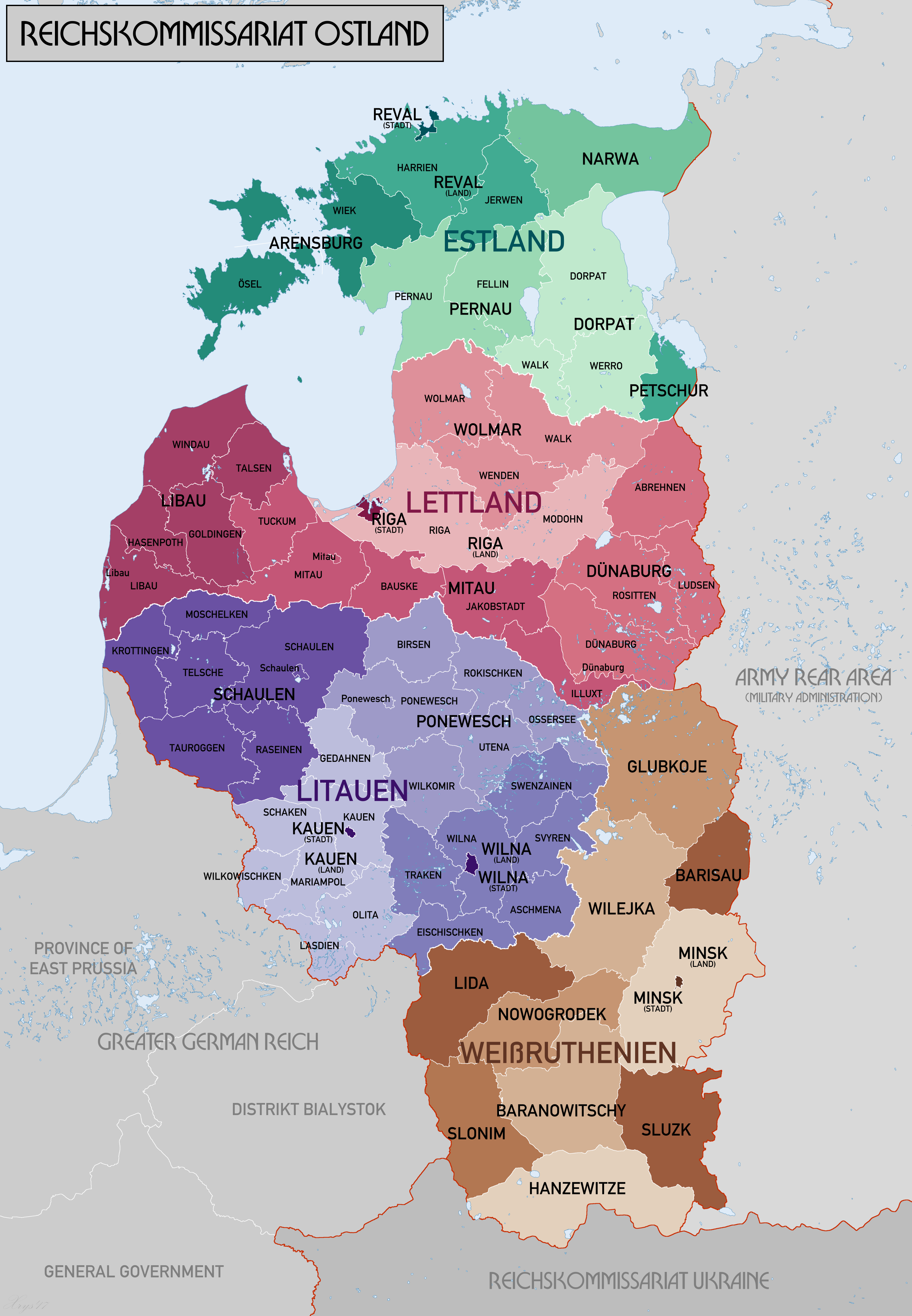
オストラントの行政区分図

オストラント国家弁務官区（ドイツ語: Reichskommissariat Ostland）は、現在のバルト三国、ベラルーシの領域を統治下に置いたが、ソ連軍の反撃で1944年の間に大半を失った。1945年1月以降はクールラント半島に取り残されたドイツ軍が包囲されたまま終戦を迎えた（クールラント・ポケット）。
- 国家弁務官（Reichskommissar）
  - ヒンリヒ・ローゼ、1944年12月まで
  - エーリヒ・コッホ、1944年12月以後

- 行政委員（Generalkommissar）
  - エストニア行政委員（Generalkommissar für Estland）
    - カール＝ジークムント・リッツマン（ドイツ語版）

  - ラトビア行政委員（Generalkommissar für Lettland ）
    - オットー＝ハインリヒ・ドレヒスラー（ドイツ語版）

  - リトアニア行政委員（Generalkommissar für Litauen）
    - テオドール・アドリアン・フォン・レンテルン（ドイツ語版）

  - 白ロシア行政委員（Generalkommissar für Weißruthenien）
    - ヴィルヘルム・クーベ、1943年まで。
    - クルト・フォン・ゴットベルク、1943年以降。